# Junko Mizuno
Junko Mizuno (水野純子?, Mizuno Junko; Itabashi, 27 maggio 1973) è un'artista e fumettista giapponese.
Nota per il suo stile kawaii, ha pubblicato manga, disegnato giocattoli, T-shirt, calendari, peluche, cartoline e preservativi.

## Carriera
La Mizuno esordisce nel 1995, con il manga Cinderalla, rivisitazione surreale della fiaba Cenerentola. Seguono altre rivisitazioni di celebri fiabe, come Hansel & Gretel e Princess Mermaid, parodia de La sirenetta. I manga dell'autrice sono stati tradotti negli Stati Uniti d'America, in Italia e in Francia.
La scrittrice francese Virginie Despentes ha commissionato alla Mizuno un'illustrazione per la copertina del suo romanzo Bye Bye Blondie, mentre alcune sue opere sono state esposte alla Triennale di Milano del 2006 e alla galleria Mondo Bizzarro di Roma.

## Stile
Lo stile della Mizuno è influenzato dai manga di Osamu Tezuka, Leiji Matsumoto e Hideshi Hino, ed è caratterizzato da un approccio kawaii. Il suo mondo è grottesco, pieno di piccoli mostri, colori pop e umorismo nero.  La peculiarità principale dell'autrice è quella di rivisitare fiabe celebri in chiave horror e surreale. La stampa l'ha definita femminista e l'ha paragonata ad artisti quali Miss Van, Mark Ryden e Mori Chak.

## Opere

### Manga
- Cinderalla (1995)
- The Life of Momongo (1998)
- Pure Trance (ピュア・トランス) (1998)
- Hansel & Gretel (水野純子のヘンゼル＆グレーテル) (2000)
- Junko Mizuno's Hell Babies (2001)
- Princess Mermaid (2003)
- Collector's File 002: Junko Mizuno's Illustration Book (2003)